# När jag ser i Guds bok
När jag ser i Guds bok är en sång med text skriven före 1856 av Jemima Luke och som översattes 1856 av Betty Ehrenborg-Posse. Sången sjungs till en grekisk melodi.

## Publicerad i
- Musik till Frälsningsarméns sångbok 1907 som nr 407 under rubriken "Barn och ungdom".
- Frälsningsarméns sångbok 1929 som nr 566 under rubriken " Speciella sånger - Barnen".
- Svensk söndagsskolsångbok 1929 som nr 92 under rubriken "Frälsningen i Kristus".
- Frälsningsarméns sångbok 1968 som nr 691 under rubriken "Barn och ungdom".
- Frälsningsarméns sångbok 1990 som nr 468 under rubriken "Ordet och bönen".